# Hirono Shimizu
Hirono Shimizu (清水比呂乃 Shimizu Hirono?) es un personaje de la novela Battle Royale. En la película y el manga tiene el mismo nombre. En la película el papel de Hirono Shimizu fue interpretado por Anna Nagata, aunque Ai Iwamura sustituyó a Nagata en algunas escenas debido al cansancio

## Antes del juego
Hirono Shimizu es una de las estudiantes de la clase de tercer año del instituto Shiroiwa de la ciudad ficticia de Shiroiwa (en la prefectura de Kagawa en la novela y el manga mientras que en la película es en la prefectura de Kanagawa). Shimizu es una de las chicas del grupo que lidera Mitsuko Souma. Shimizu es descrita como una chica muy atractiva (solo comparable con Mitsuko y Takako Chigusa) su apariencia física consigue dar la impresión de ser una universitaria y no una chica de instituto, uno de sus poco miedos son las ranas. Su cabello es corto y moderno en la novela y en el manga, mientras que en la película es algo más largo y liso. Además, Shimizu es una chica muy alta, mide 1,67 m, solo superada por Haruka Tanizawa.
Shimizu también ha estado implicada en casos relacionados con drogas y prostitución (la ejerció). Además de robar de diversos establecimientos e intimidar a sus compañeras de clase (en especial a Megumi Eto). Como consecuencia de estas cosas, no se lleva bien con sus padres, que piensan que es un caso perdido. En la película, Mitsuko le había robado el novio a Shimizu, lo que causa tensión entra ambas.
Aunque siempre estuvo considerada "una chica mala" que intimida a compañeras de clase, como Megumi Eto y Kaori Minami, a Shimizu nunca se le pasó por la cabeza la idea de matar a sus compañeros. Por eso se niega a participar en Battle Royale. Aunque ella había cometido varios pequeños delitos, se enorgullecía al decir que por lo menos era honesta, al contrario que Mayumi Tendo. Shimizu sabía que Tendo había hecho Enjo kōsai con un hombre del colegio remilgado y algo pervertido.

## En el juego
Tras ser secuestrados, despertar en el colegio y presenciar la muerte de Yoshitoki Kuninobu y Fumiyo Fujiyoshi, Sakamochi muestra a los alumnos como funciona el juego y ordena a todos los alumnos que cuando sean nombrados reciban su equipamiento y salgan fuera del edificio para dar por iniciado el programa.
En la novela, Shimizu llega al granero donde estaba Shinji Mimura en ese momento, pero no se da cuenta de la presencia del joven. Mimura decidió no llamarla porque no confiaba en Mitsuko ni en sus amigas. Shimizu acaba en un tiroteo con Kaori Minami. Shimizu había pretendido no encontrarse con nadie en el juego. En el tiroteo, Minami le dispara a Shimizu en el brazo. Shuya Nanahara distrae a Minami para poder frenar el enfrentamiento. En ese momento, Shimizu aprovecha y le dispara dos veces desde una posición discreta, uno el brazo y otra en la cabeza, matándola.
En el manga, Nanahara consigue detener el tiroteo. Shimizu le dice que está loco por meterse en medio de un tiroteo sin ningún arma o defensa. Entonces Nanahara dice que es "un loco bueno" y que puede unirse a su grupo para sobrevivir. Shimizu se muestra interesada y a la vez contenta porque confían en ella. En ese momento Minami los interrumpe y le dispara en el brazo a Shimizu. A pesar de su fama, Shimizu decide no matar a Minami y huye. Después Minami intentará matar a Nanahara pero Shōgo Kawada consigue matarla antes de que logre matarlo.

## Destino
En la novela y el manga, Shimizu empieza a padecer "Sepsis" y empieza a deshidratarse debido al disparo de Minami. Aparte, necesita agua para poder limpiarse la herida. En el manga, siente que estuvo a punto de matar a Minami. En la novela y en el manga, recuerda que Nanahara quería acogerla pese a su mala fama y a ir armada y él no. Shimizu, que está oculta en una casa, decide salir para buscar algo de beber ya que es incapaz de resistir la sed y la fiebre. En la novela, Shimizu encuentra un cubo lleno de agua pero al levantarlo, descubre una pequeña rana dentro y grita. El grito atrae a Toshinori Oda, quien se abalanza sobre Shimizu e intenta estrangularla con su cinturón, pero no lo consigue y Shimizu le dispara en el estómago. Shimizu cree que ha muerto, pero Oda tiene como arma asignada un chaleco antibalas y ha sobrevivido al disparo. Shimizu empieza a beber el agua del cubo y Oda se abalanza detrás de ella y consigue estrangularla, matándola.
En el manga, Shimizu se acerca a un pozo cercano para poder beber agua y Oda se abalanza sobre ella intentando estrangularla. Shimizu le dispara y Oda se hace el muerto. Shimizu empieza a beber agua del pozo pero Oda la empuja dentro. Shimizu sufre una conmoción cerebral, después de recupera la conciencia intenta salir pero las piedras son muy lisas y se resbala; pronto descubre que se siente mejor ya que el agua fría quitó su sed, desinflamó su herida y acabó con su fiebre; cuando empieza a llover descubre que el nivel del agua asciende y puede salir, encontrando junto al pozo a Shuya Nanahara, Noriko Nakagawa y Shōgo Kawada quienes la convencen de abandonar el juego y huir con ellos mostrándole que Kawada puede neutralizar los collares; Shimizu empieza a gritar y llorar de felicidad, pero al intentar llegar a ellos todo resulta ser una alucinación que experimenta en el último segundo de su vida ya que aún se está ahogando dentro del pozo. Antes de morir ahogada pronuncia sus últimas palabras: "Por fin ha acabado..." y muere. Más adelante, su cuerpo es encontrado (todavía en la cara estaba su boca abierta) por Hiroki Sugimura que había detectado a alguien ahí cerca con su detector GPS y lamenta su muerte porque Nanahara le pidió que la encontrara para salvarla. 
En todas las versiones se ve que, al igual que Yoshimi Yahagi, Shimizu no es en verdad tan mala como piensan sus compañeros de clase, sus actividades ilegales pueden que hayan causado la mala fama de ella. Al entrar en Battle Royale, Shimizu sabía muy bien que en Mitsuko no se podía confiar y al saber que Yoshimi ha muerto, piensa que Mitsuko es la culpable. Aunque creía que Nanahara sí quería de verdad que se uniera a ellos, su experiencia en la calle no le hacía confiar del todo en él.
En el manga, el insensible de Yonemi Kamon, al anunciar la muerte de Shimizu, les dice a los estudiantes que quedan que deben tener cuidado al beber agua, no vaya a ser que se ahogen con ella.
En la película, Shimizu no se encuentra ni con Oda, Minami, Sugimura o el grupo de Nanahara. En su lugar, enfrenta a Mitsuko Souma, por haber matado a Megumi Eto y haberle quitado el novio; también señala creer que la muerte de Yoshimi Yahagi y Yoji Kuramoto, quienes aparecieron ahorcados juntos, no se trató un suicidio sino que fueron víctimas de Mitsuko. En un momento de despiste, Mitsuko electrocuta a Shimizu con el arma de Megumi, un arma eléctrica aturdidora y el arma de Shimizu, una pistola Colt. M1911, cae al suelo y las dos corren hacia ella. Mitsuko llega antes le amenaza a Shimizu con la pistola reconociendo haber hecho todo de lo que su compañera la acusa. Shimizu intenta huir pero Mitsuko le dispara dos veces en la espalda, matándola.